# Stephen Fry (rugby à XV)
Cet article concerne le joueur sud-africain de rugby à XV. Pour l'humoriste anglais, voir Stephen Fry.
Pour les articles homonymes, voir Fry.
Stephen Perry Fry, né le 14 juillet 1924 à Somerset West (Afrique du Sud) et mort dans la même ville le 29 juin 2002, est un joueur de rugby à XV qui a joué avec l'équipe d'Afrique du Sud évoluant au poste de troisième ligne aile.

## Biographie
Stephen Fry évolue avec la Western Province avec qui il dispute la Currie Cup. Il dispute son premier test match le 24 novembre 1951 contre l'Écosse. Il joua son dernier test match contre les Lions britanniques et irlandais le 24 septembre 1955. Après une interruption due à la seconde Guerre mondiale de 11 ans, le premier test match d'une série de quatre des Springboks se dispute en 1949 contre l’équipe de Nouvelle-Zélande. Les All Blacks n'emportent aucun match de cette série, perdant 15-11, 12-6, 9-3, 11-8. Danie Craven débute comme entraîneur en 1949, et il commence sa carrière en réalisant un exploit: série victorieuse 4-0. Les Springboks enchaînent 10 victoires consécutives, les Springboks font une tournée en Grande-Bretagne, en Irlande et en France en 1951-1952. 
Les Springboks de 1951-1952 ont marqué l'histoire. Ils l'emportent sur l’Écosse 44-0, l'Irlande 17-5, sur le pays de Galles 6-3, ils gagnent l'Angleterre 8-3. Ils gagnent ensuite à Paris 25-3 contre la France après une victoire contre les Barbarians. Stephen Fry fait partie de cette tournée, c'est à cette occasion qu'il intègre les Springboks.
En 1953, les Springboks dispute une série de 4 matchs contre les Wallabies et pour le premier test à l'Ellis Park, c'est une victoire de l'Afrique du Sud 25-3. Les Australiens sortent applaudis debout le 5 septembre 1953 à Newlands au Cap après une victoire 18-14 dans le 2e test. Le capitaine wallaby John Solomon est porté en triomphe par deux joueurs sud-africains. C'était la première défaite des Springboks depuis 15 ans et 1938,. Les deux matchs suivants se traduisent par deux victoires sud-africaines. Stephen Fry joue les quatre matchs. En 1955 les Lions britanniques se déplacent en Afrique du Sud. Deux victoires et deux défaites aboutissent à un résultat équilibré. Stephen Fry est le capitaine pour les quatre rencontres.
En 13 matchs, il compte 10 victoires et 3 défaites. La seconde Guerre mondiale l'a contraint à commencer sa carrière internationale à 27 ans.

## Palmarès
- grand chelem 1951-1952

## Statistiques en équipe nationale
- 13 test matchs avec l'équipe d'Afrique du Sud
- 10 victoires, 3 défaites
- Test matchs par année : 3 en 1951, 2 en 1952, 4 en 1953, 4 en 1955